# LWS-2
Dimensions
Le LWS-2 était un prototype d'avion-ambulance polonais, conçu à la fin des années 1930 par LWS.

## Conception et développement
Le LWS-2 fut conçu comme un avion-ambulance léger pour répondre à un besoin de la force aérienne et de la Croix-Rouge polonaises (PCK), qui utilisaient des ambulances militaires. Un concept préliminaire fut étudié en 1936 par Zbysław Ciołkosz, alors concepteur en chef de l'usine LWS, puis une conception plus détaillée fut étudiée par Jerzy Drzewiecki. Elle était fortement influencée par les RWD-9 et RWD-13 conçus par les ateliers du constructeur RWD, en particulier au niveau des ailes, qui disposaient de beaucoup d'éléments mécaniques offrant des capacités ADAC à l'avion. La construction du prototype débuta le 15 avril 1936, en utilisant les fonds du PCK (la Croix-Rouge polonaise). Il fut enregistré sous l'immatriculation SP-ATP et effectua son premier vol au cours de l'automne 1937.
La Croix-Rouge polonaise commanda six exemplaires, mais l'usine LWS était déjà occupée à cette période avec la production d'appareils militaires (les RWD-14 Czapla et LWS-3 Mewa), et les avions ne purent pas être produits avant l'éclatement de la Deuxième Guerre mondiale. Toutefois, l'avion de reconnaissance rapprochée LWS-3 utilisait de nombreuses caractéristiques du LWS-2 et était globalement assez similaire.

## Caractéristiques
Le LWS-2 était un monoplan conventionnel à aile haute renforcée, de construction mixte faisant appel au bois et à l'acier. Le fuselage était constitué d'une structure en acier recouverte par de la toile, à l'exception du moteur qui était recouvert par des panneaux en duralumin. Les ailes étaient en bois et disposaient de deux longerons, avec des becs, volets et ailerons recouverts de tissu et de contreplaqué. Elles étaient droites, avec des extrémités arrondies et devenant plus étroites en se rapprochant du fuselage. Elles étaient soutenues et renforcées par des supports en V et pouvaient être repliées vers l'arrière. L'empennage était de type Cantilever, recouvert de contreplaqué pour les parties fixes et de toile pour les parties mobiles (dérive et élévateurs). Le train d'atterrissage était fixe et conventionnel, avec un ski au niveau de la queue.
L'avion pouvait embarquer quatre personnes à l'intérieur d'un cockpit fermé : un pilote à l'avant, un docteur derrière lui, et deux blessés sur des civières à l'arrière. Un blessé encore en état de marcher pouvait également prendre place à côté du pilote, en installant un siège supplémentaire. Le LWS-2 était propulsé par un moteur à 9 cylindres en étoile refroidi par air Wright Whirlwind J-5 fabriqué sous licence par Avia, développant une puissance nominale de 220 ch (164 kW) et maximale de 240 ch (180 kW) au décollage. Il entraînait une hélice Ratier bipale en métal disposant d'un pas variable. Un réservoir de 130 litres de carburant était installé derrière le moteur. La consommation en croisière était de 48 litres de l'heure.
L'avion possédait une assez faible vitesse de décrochage, inférieure à 75 km/h.

## Histoire opérationnelle
Le prototype du LWS-2 fut donné à la force aérienne polonaise le 19 mai 1938. Entre les 1er et 4 juillet de la même année, l'avion participa à un concours international d'ambulances aériennes à Esch-sur-Alzette, au Luxembourg, et remporta la première place et une coupe pour le fait de posséder le meilleur agencement intérieur pour les blessés.
Le prototype fut ensuite utilisé par la Croix-Rouge polonaise. Son sort pendant la Seconde Guerre mondiale reste incertain, car il fut endommagé puis capturé par les Allemands sur l'aérodrome de Krosno.

## Utilisateurs
- Pologne :
  - Force aérienne de la République polonaise,
  - Croix-Rouge polonaise (PCK, Polski Czerwony Krzyż) : six exemplaires commandés mais aucun livré. Elle a utilisé le prototype pendant quelque temps.